# نورمان دينيسي
نورمان دينيسي (بالإنجليزية: Norman Dean)‏ (13 سبتمبر 1944 في المملكة المتحدة - ) هو لاعب كرة قدم بريطاني في مركز الهجوم. لعب مع كارديف سيتي ونادي بارنسلي ونادي ساوثهامبتون وBedford Town F.C. ‏.